# Albero ished

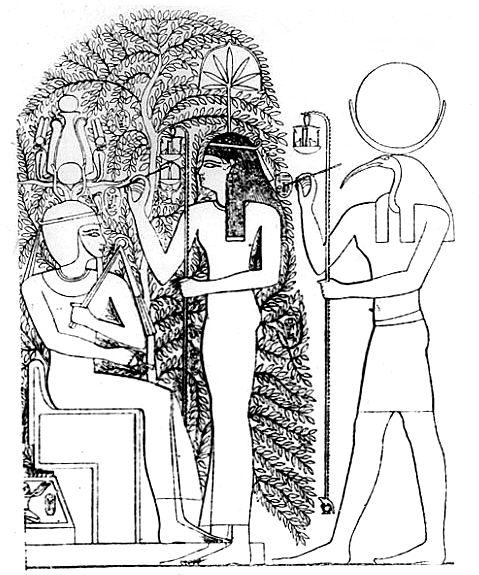
L'albero ished sulle cui foglie scrivono Thoth e Seshat

L'albero Ished era una pianta che compariva nella mitologia egizia
| i | N37 · D46 | M1 |

 išd
Identificato con la Balanites aegyptiaca, arbusto del deserto che produce frutti zuccherini, trova riferimenti nel Libro dei morti e nella formula 335 dei testi dei sarcofagi secondo i quali cresceva nel mondo degli dei.

Sulle sue foglie il dio Thot, insieme a Seshat, scriveva i nomi dei sovrani. Il suo culto era legato alla località di Eliopoli